# 琳达·托马斯-格林菲尔德
琳达·托马斯-格林菲尔德（英語：Linda Thomas-Greenfield，1952年11月22日—）是美国外交官，曾任第31任美國駐聯合國大使，2013年至2017年担任美国国务院非洲事务局非洲事务助理国务卿。此后，托马斯·格林菲尔德在華盛頓特區担任奥尔布赖特·斯通布里奇集团高级副总裁。2020年，美国总统乔·拜登宣布将提名她担任美国常驻联合国代表。2021年2月23日经过參議院批准，正式担任职位。